# حرب جوية

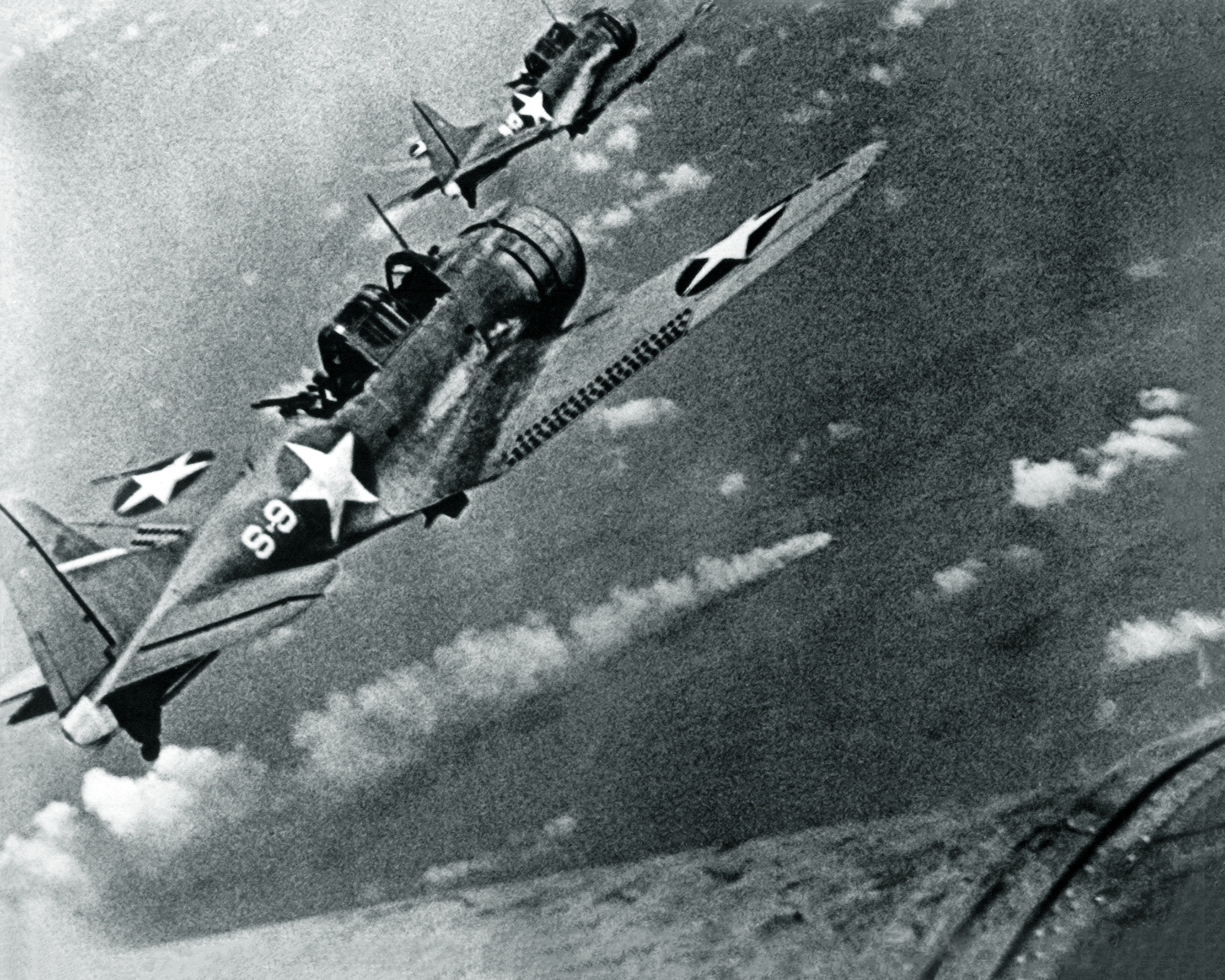

الحرب الجوية هي استخدام الطائرات العسكرية وآلات الطيران الأخرى في ساحات المعركة والحرب. تُستخدَم قاذفات القنابل في الحرب الجوية لمهاجمة منشآت العدو ومراكز اجتماع قوافله ومواقعه الاستراتيجية، وتحارب الطائرات المقاتلة للسيطرة على المجال الجوي. تُستخدم كذلك طائرات الهجوم للدعم الجوي القريب ضد الأهداف البرية وتحلق أيضًا طائرات الطيران البحري بالقرب من البحر والأهداف البرية القريبة منه. توظَّف الطائرات الشراعية والمروحيات النفاثة وغيرها من الطائرات لحمل العساكر المظليين (القوات المجوقلة)، وتوظَّف طائرات ناقلة للوقود لتزويد الطائرات الأخرى به جوًا لإطالة مدة العملية أو مداها. إضافةً إلى ذلك، تُستَخدَم في الحرب الجوية طائرات نقل عسكرية لنقل البضائع والأفراد.
تاريخيًا، كانت الطائرات العسكرية تستخدم بالونات أخف من الهواء تحمل مراقبي المدفعية، وكانت أيضًا تستخدم سفنًا جوية أخف من الهواء لقصف المدن وأنواع مختلفة من طائرات الاستطلاع والمراقبة والإنذار المبكر التي تحمل المراقبين والكاميرات ومعدات الرادار. استُخدمت كذلك قاذفات الطوربيد لمهاجمة حمولات العدو وطائرات إنقاذ عسكرية جوية-بحرية لإنقاذ الطيارين الذين سقطوا. تستخدم الحرب الجوية الحديثة صواريخ ومركبات جوية آلية دون الحاجة إلى وجود بشري فيها. من المرجح أن  ترد القوات العسكرية البرية على النشاط الجوي للعدو باستخدام آليات الدفاع الجوي.

## نبذة تاريخية
بدأ تاريخ الحرب الجوية في العصور القديمة باستخدام الطائرات الورقية الحاملة للبشر في الصين القديمة. تطور الأمر في القرن الثالث إلى استخدام المناطيد.
استُخدمت الطائرات في الحرب التي بدأت في عام 1911 للاستطلاع الجوي والقتال لإسقاط طائرات استطلاع العدو. استمرت الطائرات في أداء هذه الأدوار خلال الحرب العالمية الأولى التي بدأ فيها استخدام الطائرات والمناطيد لقصف المواقع الاستراتيجية.
زاد استخدام القصف الاستراتيجي خلال الحرب العالمية الثانية التي بدأ فيها استخدام القوات المحمولة جوًا بالإضافة إلى القذائف والذخائر الموجهة بدقة.
أصبحت الصواريخ الباليستية ذات أهمية أساسية خلال الحرب الباردة، إذ كانت مسلحة برؤوس حربية نووية. خزن كل من الولايات المتحدة الأمريكية والاتحاد السوفيتي هذه الصواريخ لردع بعضهم البعض عن استخدامها. استُخدِم أول قمر صناعي عسكري للاستطلاع في خمسينيات القرن الماضي، وتقدّم استخدام هذه التقنيات ليتحول إلى شبكات اتصالات ومعلومات عالمية تمنح المستخدمين العسكريين الموزعين في جميع أنحاء العالم معلومات استخباراتية من المدار.

## الاستطلاع الجوي
الاستطلاع الجوي هو استطلاع لغرض عسكري أو استراتيجي يجري باستخدام طائرة استطلاع. قد تلبي هذه الطائرات مجموعة متنوعة من المتطلبات، بما في ذلك جمع الصور ومراقبة مناورات العدو وتحديد مواقع المدفعية.

## المناورات الجوية القتالية
المناورات الجوية القتالية (المعروفة أيضًا باسم المعارك الجوية) هي فن تكتيكي يستخدم مناورات التحرك والالتفاف للوصول إلى موقع يمكن من خلاله شن هجوم على طائرة أخرى. تعتمد المعارك الجوية على استخدام مناورات دفاعية وهجومية أساسية للتفوق على الخصم الجوي.

## القوات المحمولة جوًا
القوات المحمولة جوًا هي وحدات عسكرية عادةً ما تكون فرقًا خفيفة من المشاة، تُنقَل باستخدام الطائرات لتنزل إلى ساحة المعركة بواسطة المظلة. يمكن وضع هذه الفرق خلف خطوط العدو، وبذلك تملك القدرة على الانتشار في أي مكان تقريبًا دون سابق إنذار. تتحدد الفرق بعدد وحجم الطائرات الحاملة، لذا قد تظهر قوة ضخمة بشكل مفاجئ خلال دقائق عبر استخدام طائرات بسعة كافية. يشار لهذه العملية باسم الهبوط العمودي (اعتداء جوي).
تفتقر القوات المحمولة جوًا إلى الإمدادات والمعدات اللازمة للعمليات القتالية الطويلة، وبالتالي فهي أكثر ملاءمة لعمليات الرؤوس الجوية لا الاحتلال طويل الأجل. تتأثر العمليات المظلية بشكل خاص بالظروف الجوية السيئة. جلبت التطورات في تكنولوجيا طائرات الهليكوبتر منذ الحرب العالمية الثانية مرونة متزايدة في نطاق العمليات المحمولة جوًا، وحلت الهجمات الجوية محل العمليات المظلية واسعة النطاق بشكل كامل تقريبًا.